# Sogn (Noorwegen)

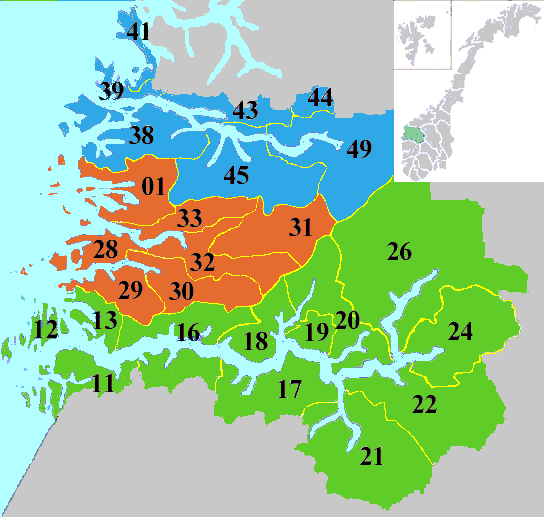
Sogn og Fjordane met de districten, Sogn groen

Sogn is een regio in de Noorse provincie Vestland, vernoemd naar de Sognefjord. Het traditionele district omvat de gemeenten Aurland, Balestrand, Gulen, Hyllestad, Høyanger, Leikanger, Luster. Lærdal, Sogndal, Vik en Årdal. Sogn heeft een oppervlakte van circa 10.672 km² en telt circa 37.500 inwoners. De meeste gemeenten werken samen in een regioraad waarin zij worden vertegenwoordigd door hun burgemeester.